# Liste der Abgeordneten zum Istrianischen Landtag (VII. Wahlperiode)
Diese Liste der Abgeordneten zum Istrianischen Landtag (VII. Wahlperiode) listet alle Abgeordneten zum Istrianischen Landtag der Markgrafschaft Istrien in der VII. Wahlperiode auf. Die Wahlperiode reichte von 1889 bis 1895.

## Wahlen und Sessionen
Der Landtag der VI. Wahlperiode war am 19. April 1889 durch ein Kaiserliches Patent aufgelöst worden. In der Folge wurden im Juni 1889 die Neuwahlen durchgeführt, wobei die Mitglieder der Landgemeinden am 25. Juni und jene der Städte, Märkte und Industrialorte am 28. Juni bestimmt wurden. Die Abgeordneten waren bis zur Auflösung des Landtags durch den Kaiser am 26. Jänner 1895 im Amt.
Die VII. Wahlperiode gliederte sich in sechs Sessionen:
- 1. Session vom 10. Oktober 1889 bis zum 13. November 1889
- 2. Session vom 14. Oktober bis zum 13. November 1890
- 3. Session vom 3. März 1892 bis zum 6. April 1892
- 4. Session vom 9. bis zum 14. September 1892
- 5. Session vom 3. Jänner bis zum 17. Februar 1894
- 6. Session vom 10. Jänner bis zum 14. Jänner 1895

## Landtagsabgeordnete
Der Landtag umfasste 33 Abgeordnete. Dem Landtag gehörten dabei fünf Vertreter des Großgrundbesitzes, zwei Vertreter der Handels- und Gewerbekammer Laibach, 11 Vertreter der Städte und 12 Vertreter der Landgemeinden. Hinzu kam drei Virilstimmen.
Die Tabelle enthält im Einzelnen folgende Informationen:
| Name:        | Name des Abgeordneten |
| Wahlklasse:  | Die dem Klassenwahlrecht entsprechende Wahlklasse bzw. Kurie: I. Wahlklasse = Virilstimme (Bischof von Laibach); II: Adelige des Großen Grundbesitzes; III: Handels- und Gewerbekammer; IV: Zensuswahlklasse unterteilt nach Städten/Orten bzw. Landgemeinden; |
| Region:      | Die im Wahlbezirk enthaltenen Städte bzw. Gerichtsbezirke (Landgemeindewahlbezirke) |
| Anmerkungen: | Veränderungen während der Periode durch Tod, Mandatsverzicht oder spätere Angelobung |

| Name                            | Wahlklasse                     | Region                                 | Anmerkung |
| ------------------------------- | ------------------------------ | -------------------------------------- | --- |
| Amoroso Andrea                  | Städte, Märkte, Industrialorte | Montona, Buje, Visinada, Pinguente     | vorzeitig ausgeschieden |
| Babuder Giacomo                 | Städte, Märkte, Industrialorte | Pisino, Albona, Fianona                | |
| Bartoli Matteo                  | Städte, Märkte, Industrialorte | Parenzo, Umago, Cittanova              | Nachfolger von Francesco Sbisa |
| Becich Guido                    | Großgrundbesitz                |                                        | vorzeitig ausgeschieden |
| Bubba Giuseppe                  | Handels- und Gewerbekammer     |                                        | |
| Campitelli Matteo               | Städte, Märkte, Industrialorte | Rovigno                                | |
| Cleva Giovanni                  | Großgrundbesitz                |                                        | |
| Constantini Francesco           | Handels- und Gewerbekammer     |                                        | vorzeitig ausgeschieden |
| Conti Alberto                   | Städte, Märkte, Industrialorte | Dignano, Pola                          | vorzeitig ausgeschieden |
| Craglietto Giovanni             | Städte, Märkte, Industrialorte | Lussinpiccolo mit Lussingrande         | vorzeitig ausgeschieden |
| Doblanovich Domenico            | Landgemeinden                  | Dignano, Pola, Rovigno                 | |
| Dukić Anton                     | Landgemeinden                  | Pisino, Albona                         | vorzeitig ausgeschieden |
| Ferretich Francesco             | Virilstimme                    |                                        | |
| Flapp Giovanni Battista         | Virilstimme                    |                                        | vorzeitig ausgeschieden |
| Flego Francesco                 | Landgemeinden                  | Capodistria, Pirano, Pinguente         | |
| Fragiacomo Domenico             | Städte, Märkte, Industrialorte | Pirano                                 | trat 1894 zurück |
| Franceschi de Giovanni Battista | Großgrundbesitz                |                                        | |
| Gambini Pier Antonio            | Städte, Märkte, Industrialorte | Capodistria                            | |
| Glavina Janez Nepomuk           | Virilstimme                    |                                        | |
| Glezer Felice                   | Handels- und Gewerbekammer     |                                        | Nachfolger von Francesco Constantini |
| Jenko Slavoj                    | Landgemeinden                  | Volosca, Castelnuovo                   | Jenko wurde am 25. Juni 1889 zusammen mit Matko Mandić gewählt. Nachdem Mandićs Wahl am 11. November 1889 annulliert worden war, trat Jenko zurück. er wurde am 25. August 1890 wiedergewählt. |
| Laginja Matko                   | Landgemeinden                  | Pisino, Albona                         | |
| Lius Giovanni                   | Städte, Märkte, Industrialorte | Pisino, Albona, Fianona                | |
| Mandić Matko                    | Landgemeinden                  | Volosca, Castelnuovo                   | Die Wahl Mandićs wurde am 11. November 1889 annulliert. Bei der Neuwahl am 25. August 1890 wurde Mandić erneut gewählt.                                                                        |
| Marinoni Leopoldo               | Städte, Märkte, Industrialorte | Dignano, Pola                          | ab der zweiten Session als Nachfolger von Alberto Conti |
| Martinolich Giovanni            | Städte, Märkte, Industrialorte | Lussinpiccolo mit Lussingrande         | Nachfolger von Craglietto |
| Polesini Benedetto              | Städte, Märkte, Industrialorte | Montona, Buje, Visinada, Pinguente     | Nachfolger von Andrea Amoroso |
| Rizzi Lodovico                  | Großgrundbesitz                |                                        | ab 1894 |
| Sbisa Francesco                 | Städte, Märkte, Industrialorte | Parenzo, Umago, Cittanova              | vorzeitig ausgeschieden |
| Scampicchio Antonio             | Großgrundbesitz                |                                        | vorzeitig ausgeschieden |
| Sersić Domenico                 | Landgemeinden                  | Veglia, Lussin, Cherso                 | |
| Spinčić Vjekoslav               | Landgemeinden                  | Capodistria, Pirano, Pinguente         | |
| Stanger Andrija                 | Städte, Märkte, Industrialorte | Volosca, Castua, Lovrana, Moschienizze | |
| Stanich Domenico                | Städte, Märkte, Industrialorte | Cherso, Veglia                         | |
| Sterk Andrea Maria              | Virilstimme                    |                                        | als Nachfolger von Giovanni Battista Flapp |
| Tamaro Marco                    | Großgrundbesitz                |                                        | |
| Tomasi Agostino                 | Großgrundbesitz                |                                        | ab 1894 |
| Venier Nicolo                   | Städte, Märkte, Industrialorte | Pirano                                 | am 15. Oktober 1894 als Nachfolger von Domenico Fragiacomo gewählt |
| Venier Silvestro                | Landgemeinden                  | Parenzo, Buje, Montona                 | |
| Vergottini Tomaso de            | Landgemeinden                  | Parenzo, Buje, Montona                 | |
| Volarić Fran                    | Landgemeinden                  | Veglia, Lussin, Cherso                 | |
| Wassermann Johann               | Landgemeinden                  | Dignano, Pola, Rovigno                 | |